# Alta Valle del Fiume Bussento
Alta Valle del Fiume Bussento este o arie protejată (arie specială de conservare — SAC, sit de importanță comunitară — SCI) din Italia întinsă pe o suprafață de 625 ha, integral pe uscat.

## Localizare
Centrul sitului Alta Valle del Fiume Bussento este situat la coordonatele 40°12′19″N 15°33′34″E / 40.205278°N 15.559444°E.

## Înființare
Situl Alta Valle del Fiume Bussento a fost declarat sit de importanță comunitară în iulie 1995 pentru a proteja 24 de specii de animale. Situl a fost protejat și ca arie specială de conservare în mai 2019.

## Biodiversitate
Situată în ecoregiunea mediteraneană, aria protejată conține 7 habitate naturale: Păduri de fag din Apenini cu Taxus și Ilex, Râuri mediteraneene cu debit permanent și vegetație de Glaucium flavum, Pajiști uscate seminaturale și facies de acoperire cu tufișuri pe substraturi calcaroase (Festuco-Brometalia) (* situri importante pentru orhidee), Pajiști uscate seminaturale și facies de acoperire cu tufișuri pe substraturi calcaroase (Festuco-Brometalia) (* situri importante pentru orhidee), Pseudostepă cu ierburi și specii anuale de Thero-Brachypodietea, Peșteri inaccesibile publicului, Pante stâncoase calcaroase cu vegetație casmofită.
La baza desemnării sitului se află mai multe specii protejate:
- păsări (8): potârnichea de stâncă (Alectoris graeca), porumbel gulerat (Columba palumbus), sfrâncioc roșiatic (Lanius collurio), gaia roșie (Milvus milvus), Pyrrhocorax pyrrhocorax, sitar de pădure (Scolopax rusticola), turturică (Streptopelia turtur), sturz-cântător (Turdus philomelos)
- amfibieni (2): Bombina pachypus, Salamandrina terdigitata
- mamifere (8): vidră de râu (Lutra lutra), liliac cu aripi lungi (Miniopterus schreibersii), liliac cu urechi de șoarece (Myotis blythii), liliac cărămiziu (Myotis emarginatus), liliac comun (Myotis myotis), liliacul mediteranean cu potcoavă (Rhinolophus euryale), liliacul mare cu potcoavă (Rhinolophus ferrumequinum), liliacul mic cu potcoavă (Rhinolophus hipposideros)
- nevertebrate (2): Austropotamobius pallipes, Coenagrion mercuriale
- pești (3): cicar (Lampetra planeri), Rutilus rubilio, salmo cettii (Salmo cetti)
- reptile (1): șarpele cu patru dungi (Elaphe quatuorlineata)

Pe lângă speciile protejate, pe teritoriul sitului au mai fost identificate 5 specii de amfibieni, 1 specie de mamifere, 5 specii de nevertebrate, 3 specii de reptile.